# أبراكسين
أبراكسين (بالإنجليزية: Abraxane)‏ أو إيه بي آي-007 (بالإنجليزية: ABI-007)‏ هو عقار مكتشف حديثاً لعلاج مرض سرطان البنكرياس  خاصة بين المرضى الحالات المتأخرة. ويُستخدم أيضاً لعلاج سرطان الثدي بعد انتشاره أو بعد عودته، وذلك خلال 6 أشهر من العلاج الكيميائي. وهو قيد الدراسة لإستعماله لعلاج إصابات سرطان الثدي الحديثة وأنواع أخرى من السرطان.
ABI-007 هو من أحد العقاقير التي تعمل كمانعات للانقسام الخلوي.

## مقدمة
صدقت «هيئة الاغذية والدواء» الأمريكية على إنتاج عقار«أبراكسين» لعلاج سرطان البنكرياس المكمل لرقيقة الأرسنال المتاحة لمكافحة المرض.أوضحت التجارب السريرية على عقار «أبراكسين» بفعاليته في إطالة حياة المرضى لنحو شهرين في المتوسط وأشار الباحثون أن غالبا ما يتم تشخيص المرضى الذين يعانون من سرطان البنكراس في مراحل متقدمة لا يمكن معها التدخل الجراحى ومن ثم تبذغ أهمية العقار الجديد المصدق عليه وتشيرالبيانات إلى وجود نحو 45 ألف حالة إصابة سرطان بنكرياس جديدة في الولايات المتحدة ونحو 38 ألف حالة وفاة مما يجعله السبب الرابع الرئيسى للوفاة.

## التجارب السريرية
بينت التجارب السريرية، على عقار أبراكسين إطالة حياة المرضى الذين يعانون من سرطان البنكرياس المتأخر من خلال أقل من شهرين. وقال المتخصصين في البنكرياس ان العقار لقى ترحيبا، وإن كان متواضعا، مما قد يكون مقدمة لاكتشاف علاج ضد المرض الذي هو صعبة علاجه للغاية.
وقال «غالبا ما يتم تشخيص المرضى الذين يعانون من سرطان البنكرياس بعد أن تقدم السرطان والتي لا يمكن ازالتها جراحيا،» الدكتور ريتشارد بازدور، مدير قسم العقاقير المضادة للسرطان في لإدارة الاغذية والعقاقير في بيان له. «في هذه الحالات، وفي الحالات التي يكون فيها قد تقدم السرطان بعد الجراحة، وخيارات أن علاج أبراكسين يمكن أن تيساعد في إطالة حياة المريض.»
سيكون هناك حوالي 45,000 حالة جديدة من سرطان البنكرياس تشخيصها في الولايات المتحدة هذا العام وحوالي 38,000 حالة وفاة، مما يجعلها السبب الرابع الرئيسي للوفاة بالسرطان.

## وصلات اضافية
- https://web.archive.org/web/20070212220442/http://www.pslgroup.com/dg/22989E.htm
- http://www.abraxane.com/
- http://www.sciencedaily.com/news/health_medicine/pancreatic_cancer/
- http://www.cancer.med.umich.edu/news/pancreatic.shtml
- http://www.pancreaticcancer.org.uk/information-and-support/clinical-trials